# Sergentomyia brachycornuta
Sergentomyia brachycornuta är en tvåvingeart som först beskrevs av David Fairchild 1952.  Sergentomyia brachycornuta ingår i släktet Sergentomyia och familjen fjärilsmyggor. Inga underarter finns listade i Catalogue of Life.